# Serbian White Eagles FC

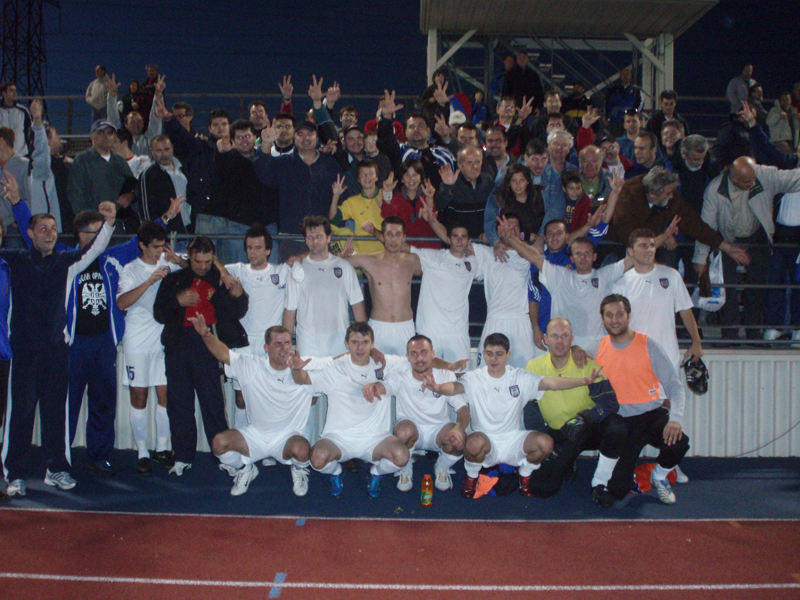
Team van Serbian White Eagles na het winnen van de halve finale in 2007

Serbian White Eagles FC is een Canadese voetbalclub uit Etobicoke, een stadsdeel van Toronto.
De club werd opgericht in 1968 en sloot zich twee jaar later aan bij de National Soccer League, de toenmalige hoogste klasse. De club speelde daar tot 1977 en dan opnieuw in 1980. Daarna trok de club zich terug uit de competitie en werd een amateurclub.
Ze bleven de amateurstatus behouden tot 2006 toen de nieuwe competitie Canadian Soccer League van start ging. Het team wordt gesteund door de Servische gemeenschap in Noord-Amerika en heeft een van de hoogste bezoekersaantallen in de competitie. In 2008 werd de club kampioen na een wedstrijd tegen Trois-Rivières Attak. De wedstrijd duurde 120 minuten en werd na strafschoppen beslecht.

## Erelijst
- Canadian Soccer League

Kampioen (1): 2008

## Bekende (oud-)spelers
- Kristijan Belić